# 習得性失助
習得性失助（英語：Learned helplessness），正統名稱為習得無助，又稱習得性無助、習得無助感、無助學習等，是指受試者在反覆忍受令人厭惡的刺激後表現出的行為。在人類的心理機制中，習得性無助與自我效能的概念有關，即個人對其實現目標的信念。習得性無助理論認為臨床抑鬱症和相關的精神疾病，可能是由於對情況結果失望以及自己無法控制結果所造成的。

## 簡述
人類會透過了解事物間的因果關係以及行為對周圍造成的影響，從而學會如何適應環境。但假若一旦我們發覺這種因果關係不再存在，便會立刻覺得自己的所作所為沒有意義，因為所作所為不能達到自己預期的效果。這種情況會引起一種不良的心理狀態，稱為「習得性無助」。
在諸多造成習得無助感的成因當中，最顯而易見、可預測的是大環境的改變，如戰爭、飢荒、旱災都會造成一個人出現習得無助感。例如心理學家曾研究二次大戰猶太人大屠殺時的集中营幸存者，發現他們開始拒絕關心和鼓勵自己。現代社會中容易造成習得無助感的環境有：精神病院、孤兒院或是安寧療養機構。當人類得到習得無助感時，他們通常會從三個角度來思考問題，也就是：
- 個人（personal）：他們也許會認為自己就是問題的一部分，即「這是我的錯」 。
- 滲透（pervasive）：他們也許會認為問題影響了生活中每個層面。
- 永恆（permanent）：他們也許會認為問題是不可能解決的。

上述這三點看問題的角度，通常被稱為「3 Ps」，這三個論點同時也讓其他人幫助具有習得無助感的人們走出自己的心理困境。不過有的時候，當面臨巨大的危機時，人類也有可能自動走出習得無助感的枷鎖。在小說《歌門鬼城》中的主角泰特斯·格蘭（Titus Groan）原先是一位消極處世的貴族，但當家園有難，就馬上轉變成積極學習應戰的態度，當危機解除，則又回來原先消極處世的情境。然而，小說主角的心理狀況是否能作為現實中的普及案例有待查證。

## 來源
習得無助感的理論，最早是在1975年由美國賓州大學心理系教授馬丁·賽里格曼完成。他使用了三隻狗與鞍具行為來作為習得無助感的試驗。第一隻狗簡單地被加上鞍具，隨後被解下。第二隻狗被加上鞍具之後，接受短暫但有痛感的電擊，狗可以經由碰觸槓桿來停止電擊。第三隻狗與第二隻狗並排，並也接受同樣的電擊測試，牠前面也有槓桿，唯一不同的是槓桿沒有停止電擊的作用。
在實驗結束後，第一隻與第二隻狗都迅速地恢復原先的狀態，但第三隻狗則被診斷出有臨床慢性消沉症狀，也就是憂鬱症。
另外一個較小規模的試驗是將兩組狗放在吊床當中，第一組狗被輕微電流電擊，但牠們能夠停止電流，另一組則不行，當這個吊床實驗完結後，再將這兩組狗放到一個有障礙物的屋子，第一組狗在屋子中遭受電擊時，會跳過障礙物逃走，第二組狗在遭受電擊時，則不嘗試逃走，只會躺在原地不動。此即為習得無助感，尽管狗看到第一組的逃走範例，也知道自己能逃走，但他們並沒有嘗試。在其他實驗當中，還用了不同的動物，結果都非常相似。在所有試驗中，造成習得無助感最主要的原因，是心理上認為自己無法控制某件事情，進而產生消極的行為。
此外，也有與人相關的實驗，例如，一個人坐在一間有噪音的小房間裡，他如果找到可停止噪音的開關，並能關掉噪音的來源，這個試驗者的心理狀況就能夠加強。這種意識到自己可改變周遭環境的心理狀態，就是與習得無助感相比的對照。

## 類近概念
- 广义化，一個情況的經驗影響至其他情況

## 對抗方法
習慣性樂觀，應用相同的邏輯，賽里格曼也研究人們如何免疫失敗的感覺。採用不同的認知修正，人們可以更有效應對沮喪或一些自己不能控制的情況。例如，家暴的受害者、年老病人的不同問題。

## 引用來源
1. ↑  Carlson, Neil R. . Pearson Canada. 2010: 409. ISBN 978-0-205-69918-6.
2. ↑  Nolen, J.L. . Encyclopædia Britannica.   [14 January 2014]. （原始内容存档于2015-04-29）.
3. ↑  Maier, Steven F.; Seligman, Martin E. P. . Psychological Review. July 2016, 123 (4): 349–367. ISSN 1939-1471. PMC 4920136 . PMID 27337390. doi:10.1037/rev0000033.
4. ↑  Seligman, M. E. P. . San Francisco: W. H. Freeman. 1975. ISBN 978-0-7167-2328-8.
5. 1 2  Seligman, M. E. P. . Annual Review of Medicine. 1972, 23 (1): 407–412. doi:10.1146/annurev.me.23.020172.002203.
6. ↑  Seligman, M. E. P., 1975 Scientific American
7. ↑  P., Seligman, Martin E.  1st Vintage books ed. New York: Vintage Books. c 2006. ISBN 9781400078394. OCLC 62793275.
8. ↑  WALKER, L. E.A. . Annals of the New York Academy of Sciences. 2006-11-01, 1087 (1): 142–157. ISSN 0077-8923. doi:10.1196/annals.1385.023.
9. ↑  Flannery, Raymond B. . American Journal of Alzheimer's Disease & Other Dementiasr. 2002-11, 17 (6): 345–349. ISSN 1533-3175. doi:10.1177/153331750201700605.